# Dorfkapelle Unterweitersdorf

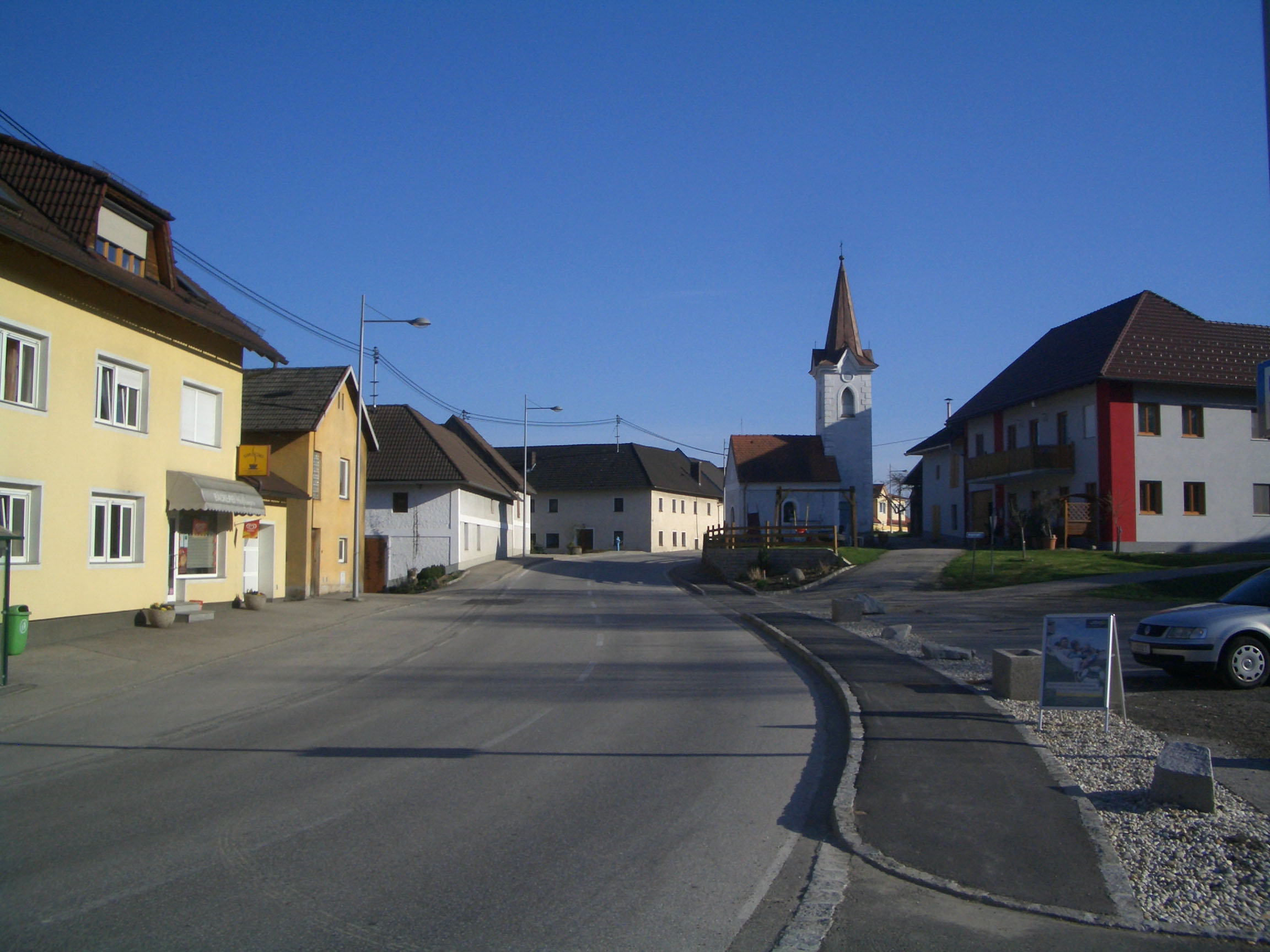
Katholische Dorfkapelle in Unterweitersdorf

Die römisch-katholische Dorfkapelle Unterweitersdorf steht an der Unteren Dorfstraße in der Gemeinde Unterweitersdorf im Bezirk Freistadt in Oberösterreich. Die Kapelle gehört zum Dekanat Gallneukirchen in der Diözese Linz.

## Geschichte
Die Kapelle wurde 1876 erbaut, finanziert durch die Stiftung des Ehepaars Leopold und Rosina Pröselmayr. Der 1884 errichtete Turm wurde durch Spenden der Gemeindemitglieder finanziert. 1966/61 wurde der Dachstuhl des Turms erneuert, 1995 wurde die Kapelle renoviert.

## Beschreibung
Die einjochige Kapelle hat einen gleich breiten der Kapelle vorgestellten monumentalen Turm. Das Kapellenäußere zeigt eine einfache Fassadengliederung und Rundbogenfenster. Der Turm hat eine Ortsteinquaderung, spitzbogige Schallfenster und trägt einen Pyramidenhelm.
Das Kapelleninnere zeigt einen Saalraum unter einem flachen Tonnengewölbe. Es gibt ein Kruzifix aus dem vierten Viertel des 19. Jahrhunderts.